# Nicennica

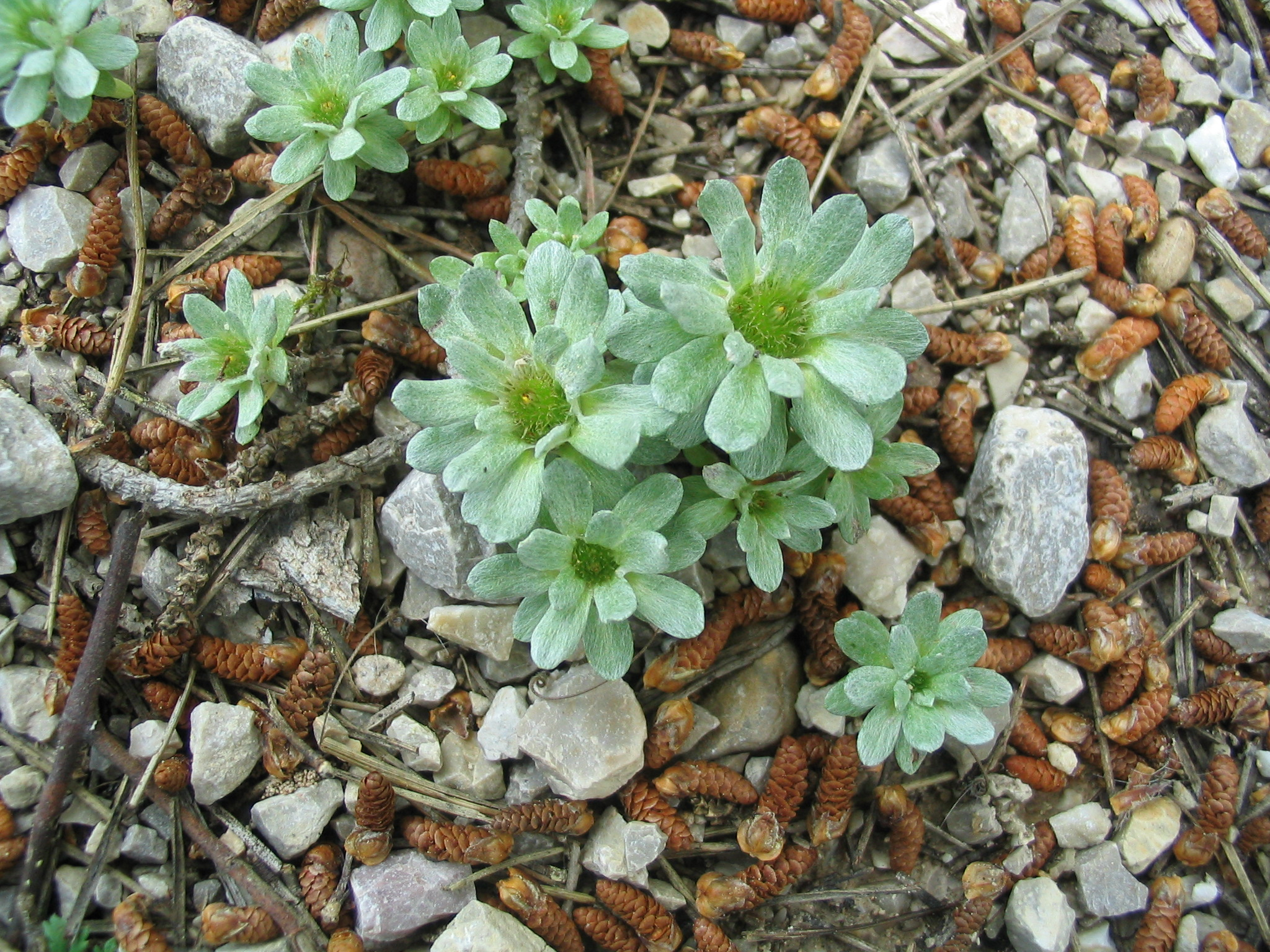
Filago pygmaea

Nicennica (Filago Loefl.) – rodzaj roślin z rodziny astrowatych. Należy do niego w zależności od ujęcia systematycznego od kilkunastu do ponad 50 gatunków. W wąskim ujęciu należą tu rośliny ze Starego Świata, w szerokim także północnoamerykańskie.

## Rozmieszczenie geograficzne
W wąskim ujęciu należy tu kilkanaście gatunków rosnących w Europie, zachodniej Azji i północnej Afryce. W szerokim ujęciu zasięg rodzaju obejmuje także Amerykę Północną (południowo-zachodnią część Stanów Zjednoczonych i północny Meksyk). Jako rośliny introdukowane przedstawiciele rodzaju występują na pozostałym obszarze Ameryki Północnej, we wschodniej Azji oraz w Australii.
Gatunki flory Polski
Pierwsza nazwa naukowa według listy krajowej, druga – obowiązująca według bazy taksonomicznej Plants of the World online (jeśli jest inna)
- nicennica drobna Filago minima (Sm.) Pers. ≡ Logfia minima (Sm.) Dumort.
- nicennica niemiecka Filago vulgaris Lam. ≡ Filago germanica (L.) Huds.
- nicennica polna Filago arvensis L.
- nicennica żółtawa Filago lutescens Jord.

## Systematyka
Pozycja systematyczna

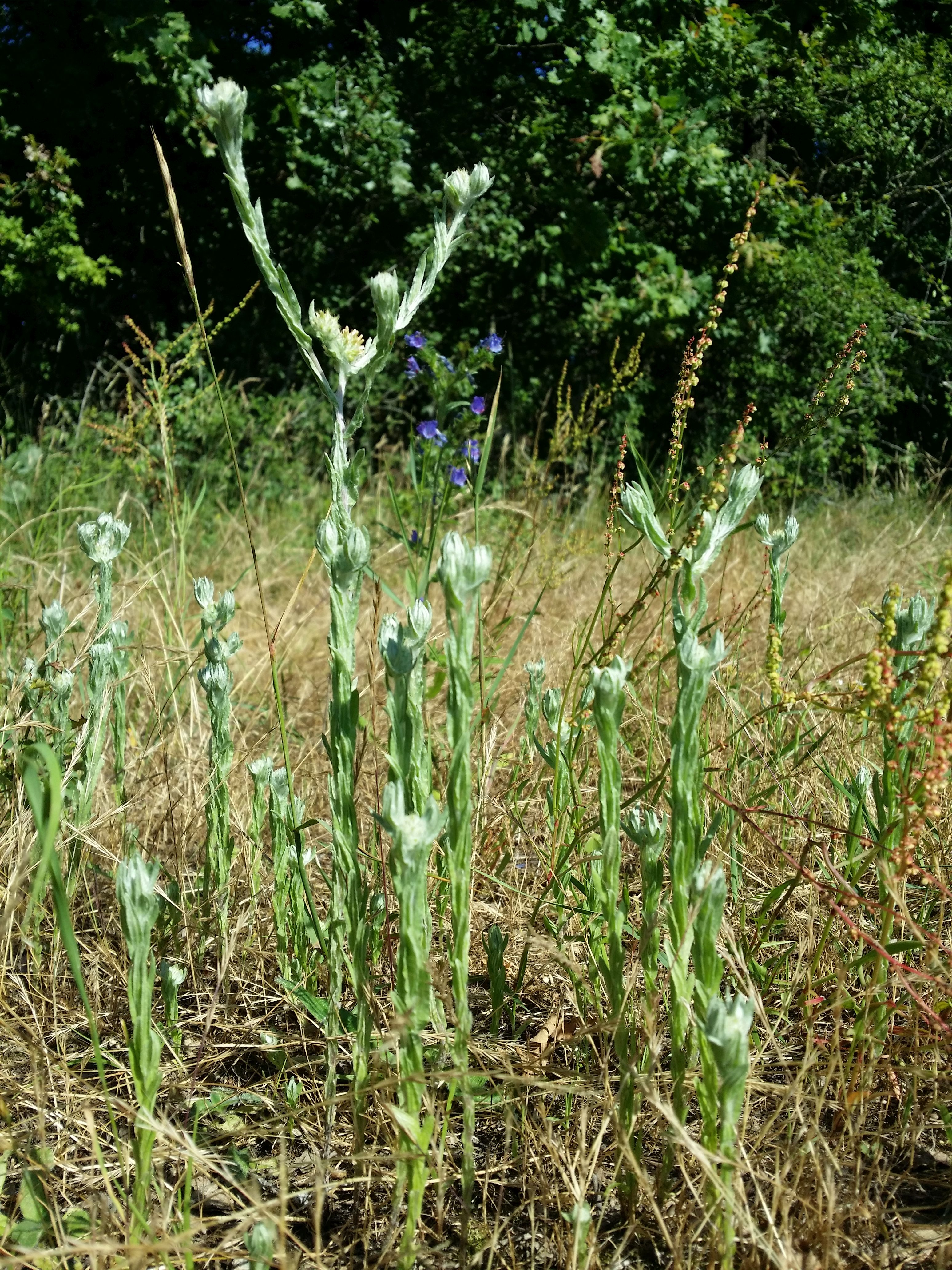
Nicennica niemiecka

Rodzaj z plemienia Gnaphalieae z podrodziny Asteroideae z rodziny astrowatych. W obrębie plemienia należy do podplemienia Filagininae Benth. & Hook. f. obejmującego poza tym łączone lub rozłączane w różnych ujęciach rodzaje: suchotki Logfia, nieczaj Evax, Bombycilaena, Cymbolaena i Micropus. Rodzaj w wąskim ujęciu obejmuje kilkanaście gatunków ze Starego Świata, a w szerokim ponad 50 (w takim ujęciu włączane są tu rodzaje Evax i Cymbolaena). W niektórych ujęciach włączane są tu także gatunki z rodzaju Logfia.
Wykaz gatunków
- Filago aberrans Wagenitz
- Filago abyssinica Sch.Bip. ex A.Rich.
- Filago aegaea Wagenitz
- Filago anatolica (Boiss. & Heldr.) Chrtek & Holub
- Filago arenaria (Smoljan.) Chrtek & Holub
- Filago argentea (Pomel) Chrtek & Holub
- Filago arizonica A.Gray
- Filago arvensis L. – nicennica polna
- Filago asterisciflora (Lam.) Sweet
- Filago californica Nutt.
- Filago carpetana (Lange) Chrtek & Holub
- Filago castroviejoi Andrés-Sánchez, D.Gutt.Larr., E.Rico & M.M.Mart.Or
- Filago congesta Guss. ex DC.
- Filago contracta (Boiss.) Chrtek & Holub
- Filago cretensis Gand.
- Filago crocidion (Pomel) Chrtek & Holub
- Filago cuneata Lojac.
- Filago depressa A.Gray
- Filago desertorum Pomel
- Filago discolor (DC.) Andrés-Sánchez & Galbany
- Filago duriaei Coss. ex Lange
- Filago eriocephala Guss.
- Filago eriosphaera (Boiss. & Heldr.) Chrtek & Holub
- Filago filaginoides (Kar. & Kir.) Wagenitz
- Filago fuscescens Pomel
- Filago germanica (L.) Huds. – nicennica niemiecka
- Filago griffithii (A.Gray) Andrés-Sánchez & Galbany
- Filago hispanica (Degen & Hervier) Chrtek & Holub
- Filago hurdwarica (Wall. ex DC.) Wagenitz
- Filago inexpectata Wagenitz
- Filago libyaca (Alavi) Greuter
- Filago lojaconoi (Brullo) Greuter
- Filago longilanata (Maire & Wilczek) Greuter
- Filago lusitanica (Samp.) P.Silva
- Filago lutescens Jord. – nicennica żółtawa
- Filago mareotica Delile
- Filago mauritanica (Pomel) Dobignard
- Filago micropodioides Lange
- Filago × mixta Holuby
- Filago neglecta (Soy.-Will.) DC.
- Filago nevadensis (Boiss.) Wagenitz & Greuter
- Filago palaestina (Boiss.) Chrtek & Holub
- Filago paradoxa Wagenitz
- Filago perpusilla (Boiss. & Heldr.) Chrtek & Holub
- Filago pertomentosa F.Ghahrem. & Akhundz.
- Filago petro-ianii Rita & Dittrich
- Filago prolifera Pomel
- Filago pygmaea L. – nieczaj drobny[9]
- Filago pyramidata L.
- Filago ramosissima Lange
- Filago sahariensis Chrtek & Holub
- Filago tyrrhenica Chrtek & Holub
- Filago wagenitziana Bergmeier